# Armando Rodríguez Ruidíaz
Armando Rodríguez Ruidíaz (n. Habana, Cuba 1951) es un compositor, profesor, guitarrista y gaitero cubano.

## Formación académica
Armando Rodríguez estudió composición musical con José Ardévol y  Roberto Valera en la Escuela Nacional de Artes y el Instituto Superior de Arte (ISA) en La Habana, Cuba.
El también estudió guitarra con los destacados profesores Marta Cuervo e Isaac Nicola en la Escuela Nacional de Artes. Más recientemente, Rodríguez se ha dedicado al estudio de la gaita gallega.

## Compositor
Las obras de Armando Rodríguez fueron ejecutadas en Cuba por numerosos artistas y grupos, entre los cuales se encontraba la Orquesta Sinfónica Nacional de Cuba y el Ballet Nacional de Cuba.
En 1985, Rodríguez estableció su residencia en los Estados Unidos, y desde entonces sus composiciones han sido interpretadas por reconocidos intérpretes y agrupaciones, tales como el grupo Relâche, con base en Filadelfia, el saxofonista Miguel Villafruela, el contrabajista Luis Gómez-Imbert, los pianistas Roberto Urbay, Max Lifchitz y Beatriz Balzi, así como los guitarristas Flores Chaviano y Carlos Molina, en importantes eventos como el Festival Bang on a Can en New York, Las Primeras Jornadas de Música Contemporánea de Sevilla, España, la Bienal de São Paulo en Brasil, los Foros de Música Latinoamericana y del Caribe, y el Festival Subtropics en Miami, Florida.
Él ha colaborado con la artista Kate Rawlinson y con el compositor Gustavo Matamoros, junto con el cual fundó el Grupo PUNTO - Ensemble de Música Experimental.
Su obra ha sido publicada por la EGREM (La Habana, Cuba) y por C. Alan Publications (NC, Estados Unidos); y también ha sido difundida a través de la radio en los Estados Unidos, Canadá, Europa y Latinoamérica.

## Profesor
Después de su graduación en 1972, Armando Rodríguez trabajó como profesor de guitarra en el Conservatorio Esteban Salas de Santiago de Cuba. En 1975 él fue designado para ocupar el cargo de profesor de guitarra y teoría musical (armonía, contrapunto e instrumentación) en la Escuela Nacional de Artes de La Habana, donde sirvió hasta 1980.

## Gaitero
Rodríguez se ha dedicado a realizar investigaciones sobre la música gallega y asturiana, así como sus puntos de contacto con la música cubana. El resultado de esas investigaciones ha sido publicado en artículos tales como: “Presencia de la gaita en Cuba”. Rodríguez ha estudiado también la historia y la técnica de las gaitas en general.
Como especialista en el tema de la gaita gallega y la gaita asturiana, él fue invitado a brindar una conferencia sobre la historia de ese antiguo instrumento musical en la Universidad de Miami, en el año 2006.

## Investigador académico
Durante los pasados veinte años, Rodríguez ha dedicado tiempo y esfuerzo a investigar sobre la historia de la música cubana y otros tópicos académicos de interés. El ha escrito y publicado numerosos ensayos sobre esos temas.

## Premios
Armando Rodríguez recibió el premio de composición musical de la Unión Nacional de Escritores y Artistas de Cuba (UNEAC) en 1978. El también recibió un Premio Individual de Composición Musical del Estado de La Florida en 1991.

## Obras
Una lista parcial de sus obras incluye los siguientes títulos:
- Sonatina – Piano - 1972[13]
- Música para jóvenes guitarristas  – Colección de piezas didácticas para piano – 1973[14]
- 'Intentos I y II – Guitarra – 1974[14]
- Variaciones sobre un tema de Leo Brouwer – Piano – 1975[14]
- Proyecto V – Piano con dos ejecutantes - 1976[15]
- Boceto – Saxofón Alto y Piano – 1977[16]
- Dos Poemas – Voz y Piano - 1977[17]
- Preludio y Fuga – Vibráfono - 1977[18]
- Timbre-Espacio-Tiempo – Vibráfono - 1977[18]
- Ciclos – Violín y Orchesta - 1977[19]
- Sobre un tema de Víctor Jara – Guitarra - 1978[20]
- Interacción– Percusión - 1978[21]
- Expresiones– Saxofón alto solo - 1979[16]
- In Memoriam Chales E. Ives – Piano - 1979[22]
- Logos – Guitarra - 1984[23]
- Linear – Instrumentación indeterminada – 1990[24]
- Triangular – Instrumentación indeterminada – 1990[25]
- Espacio Ocupado – Guitarra y medios electroacústicos – 1990[25]
- Overlapping Textures – Grupo de Guitarras - 1990[26]
- Terra Incognita – Instalación en colaboración con la artista visual Kate Rawlinson – Opus Art Studios – 1990[27]
- Mobile Textures – Guitarra - 1991[28]
- Las Galerías Hexagonales – Para tres ejecutantes y medios electroacústicos - 1992
- A Quiet World – Voz y medios electroacústicos – 1992[29]
- From Darkness to Light – Contrabajo y medios electroacústicos  – 1992[29]
- A storm was coming over the quiet pond – Piano y medios electroacústicos - 1995[30]
- José Martí in the Qarries of San Lázaro – Piano y voz - 1995[31]
- Threshold – Coro - 1997[32]
- The long road to Santiago (El Largo Camino a Santiago) – Gaita gallega y medios electroacústicos - 1998[33]
- Intersecciones– Medios electroacústicos - 2004[34]
- Morphing Textures (Texturas metamórficas) - Medios electroacústicos - 2004[35]
- Radiance – Medios electroacústicos y video – 2004[29]